# Rosita Nellie Holse Gjurup
Rosita Nellie Holse Gjurup (* 12. September 2008) ist eine dänische Schauspielerin.

## Leben und Karriere
Gjurup wurde am 12. September 2008 geboren. Ihr Debüt gab sie 2015 in dem Film Kleine Goldgräber – Ein bärenstarkes Abenteuer in Kanada. Anschließend spielte sie 2017 in der Fernsehserie Tinkas Weihnachtsabenteuer mit. Außerdem wurde sie 2019 für die Serie Tinka und die Königsspiele gecastet. 2022 wiederholte sie ihre Rolle in Tinka og sjælens spejl.

## Filmografie
- 2015: Kleine Goldgräber – Ein bärenstarkes Abenteuer in Kanada (Min søsters børn og guldgraverne)
- 2017: Tinkas Weihnachtsabenteuer (Tinkas juleeventyr, Fernsehserie)
- 2019: Tinka und die Königsspiele (Tinka og kongespillet, Fernsehserie)
- 2022: Tinka og sjælens spejl (Fernsehserie)